# Moratoriamu Tamako
Moratoriamu Tamako (もらとりあむタマ子?), conosciuto anche con il titolo inglese Tamako in Moratorium, è un film del 2013 diretto da Nobuhiro Yamashita.

## Trama
Autunno: Tamako Sakai, dopo essersi da poco laureata in quel di Tokyo, ritorna nel suo paese natale a Kōfu (Yamanashi) per stare da suo padre, Zenji, proprietario di un piccolo negozio di articoli sportivi. Benché egli adori Tamako, si aspetta che la figlia torni presto nella metropoli e trovi lavoro. Tamako al contrario, preferisce restare stare a casa oziando tutto il giorno, mangiando, dormendo, leggendo manga e lamentandosi dello stato socio-politico ed economico del Giappone, mentre il padre si occupa per conto suo di tutte le faccende domestiche.
L'unico amico di Tamako è un liceale di nome Hitoshi. In inverno quest'ultimo inizia a uscire con una ragazza e i suoi discorsi sulla vita e sull'amore contrastano con l'ingenua immaturità di Tamako. Dopo la visita della sorella per Capodanno, ella si mette in contatto con la madre, che ha divorziato tempo addietro dal padre, e comincia a rimuginare sulla possibilità di raggiungerla o meno a Bali, dove ella lavora.
Arriva la primavera, e Tamako si mette alla ricerca di un lavoro, o almeno è quello che pensa il padre. In realtà Tamako chiede a Hitoshi di farle un servizio fotografico, intenzionata a partecipare a un'audizione per un gruppo idol. Zenji, venutolo a sapere, non se la prende con la figlia, ma piuttosto le dice che qualunque cosa vorrà fare nella vita per lui andrà bene. In seguito a questo episodio Tamako esprime per la prima volta tutta la sua frustrazione riguardo alla sua situazione.
In estate Zenji inizia a frequentare una donna, Yōko, che gestisce un club dove la stessa insegna a fare braccialetti a mano e altri accessori. Tamako diventa improvvisamente gelosa e, spinta dalla curiosità, si unisce al club per indagare sulla spasimante del padre. Le due finiscono a parlare, con Tamako che cerca in tutti i modi di screditare il padre agli occhi della donna, malcelando una gelosia recondita e una preoccupazione repressa riguardo all'eventuale possibilità di vedersi rubare il ruolo di donna di casa da un'estranea. Zenji, seccato dalla situazione, e mal disposto a sopportare altri atteggiamenti simili, le comunica di aver preso una decisione importante per il suo bene: Tamako dovrà andare via di casa alla fine dell'estate e cercarsi un lavoro.

## Produzione

### Sceneggiatura
Inizialmente il progetto era stato concepito per essere una miniserie di quattro episodi da trenta secondi (uno per ogni stagione) per l'emittente giapponese Music On! TV. Fu contattato il regista Nobuhiro Yamashita e gli fu data la libertà per quanto riguarda la sceneggiatura, a patto che la protagonista fosse l'ex stella delle AKB48 Atsuko Maeda, oltre a rimanere entro il budget. Successivamente la miniserie venne adattata a due episodi di dieci minuti, che riscossero dei giudizi positivi, tant'è che si pensò di girarne altri due episodi con la possibilità di migliorarne la qualità complessiva. Fu allora che si decise di trasporre il progetto in un vero e proprio lungometraggio, i cui primi venti minuti consistevano nei due episodi già trasmessi in televisione.
Il film prende ispirazione dalla situazione del Giappone post-terremoto in stasi economica, che fa da contorno alle vicende di Tamako. A differenza dei suoi precedenti lavori, Yamashita, in collaborazione con Kōsuke Mukai, ammorbidisce la personalità del personaggio principale, molto meno crudele e divertente se confrontato ai protagonisti disattati di Baka no hakobune, Realism no yado e Kueki ressha, decisione motivata dalla scelta di Maeda nel ruolo di Tamako.

### Cast
Maeda venne a sapere del progetto Moratoriamu Tamako da Yamashita durante la première del film Kueki ressha, film del 2012 del regista giapponese che vide nel cast la stessa Maeda. Si tratta quindi della seconda collaborazione tra Yamashita e l'attrice. Quest'ultima, in un'intervista, ha svelato la sua soddisfazione nel tornare a lavorare con lui. Parlando del suo personaggio, Maeda ha dichiarato che durante il film viene mostrato il momento peggiore della vita di Tamako e che, probabilmente, anche lei stessa in una situazione simile avrebbe impiegato lo stesso lasso tempo per schiarirsi le idee.

### Riprese
Il film è caratterizzato dall'utilizzo di una semplice macchina da presa e di un altrettanto semplice lavoro di luci, opera di Akiko Ashizawa e Yoshihiro Ikeuchi, il cui intento è dare risalto alla claustrofobica mancanza di spazio negli scatti interni, in contrasto alla tranquillità pervasiva della strada e del canale che attraversa la piccola città.

## Distribuzione
Il film è stato presentato in anteprima al Busan International Film Festival 2013, mentre nelle sale giapponesi è uscito il 23 novembre dello stesso anno.

## Accoglienza

### Critica
Il film si è classificato al nono posto tra i migliori film giapponesi del 2013 nella classifica stilata dalla rivista Kinema Junpo. Maggie Lee di Variety nella sua recensione afferma che si tratta di «un film senza grandi colpi di scena, ma dal ritmo mai sottotono e [...] dai dialoghi brillanti». Anche Mark Schilling del Japan Times giudica la pellicola positivamente, dandogli un punteggio di 3,5 stelle su 5.